# Aeroporto di Yengema
L'aeroporto di Yengema (IATA: WYE; ICAO: GFYE) è un piccolo aeroporto regionale della Sierra Leone. Attualmente non vi è un traffico regolare ed è utilizzato da aerei privati e da elicotteri.